# Cyphostemma
Cyphostemma ist eine Pflanzengattung innerhalb der Familie der Weinrebengewächse (Vitaceae). Die etwa 250 Arten kommen hauptsächlich in Afrika und Madagaskar vor.

## Beschreibung

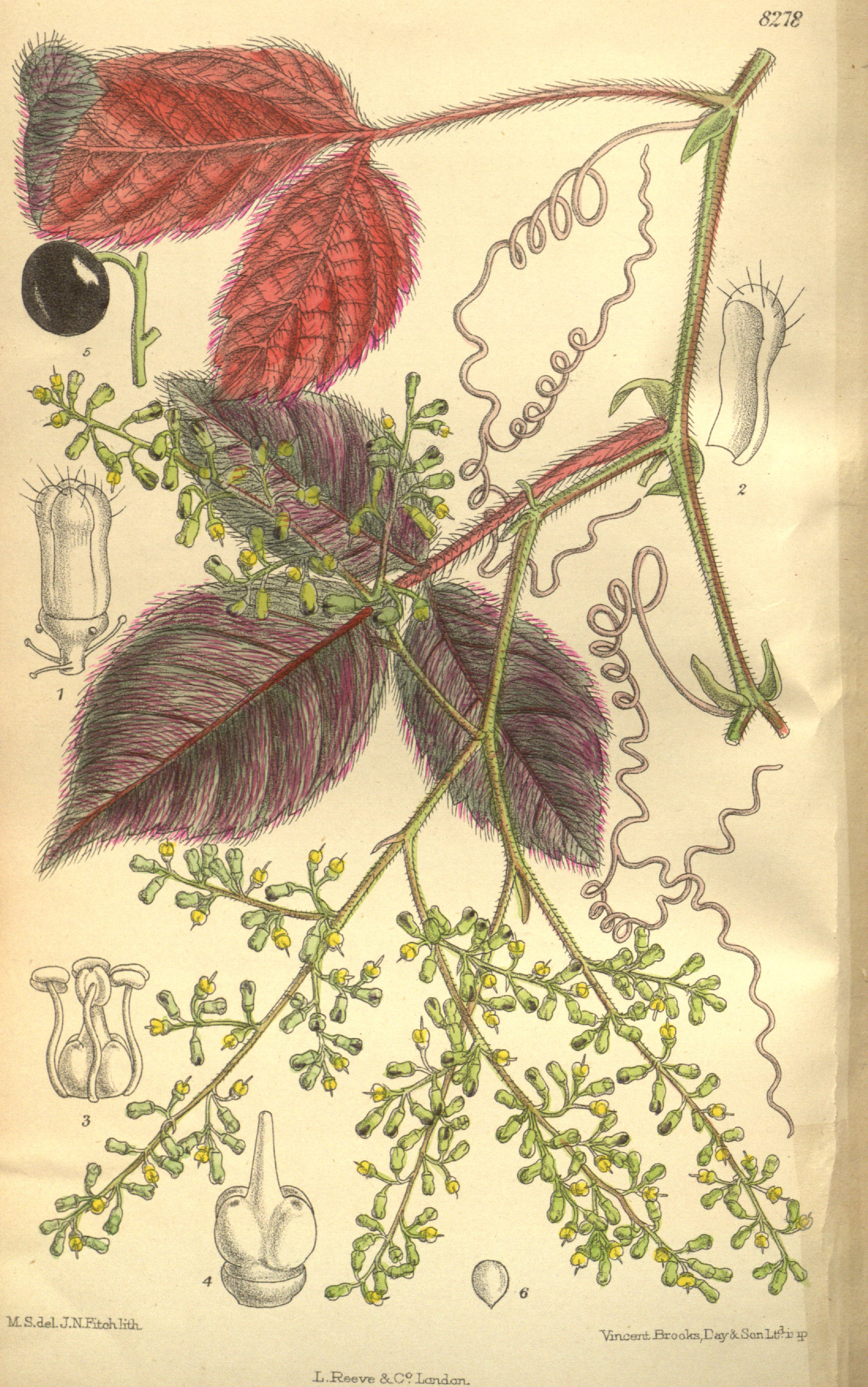
Illustration aus Curtis's Botanical Magazine, London., Volume 135. 1909, Tafel 8278 von Cissus adenopodus

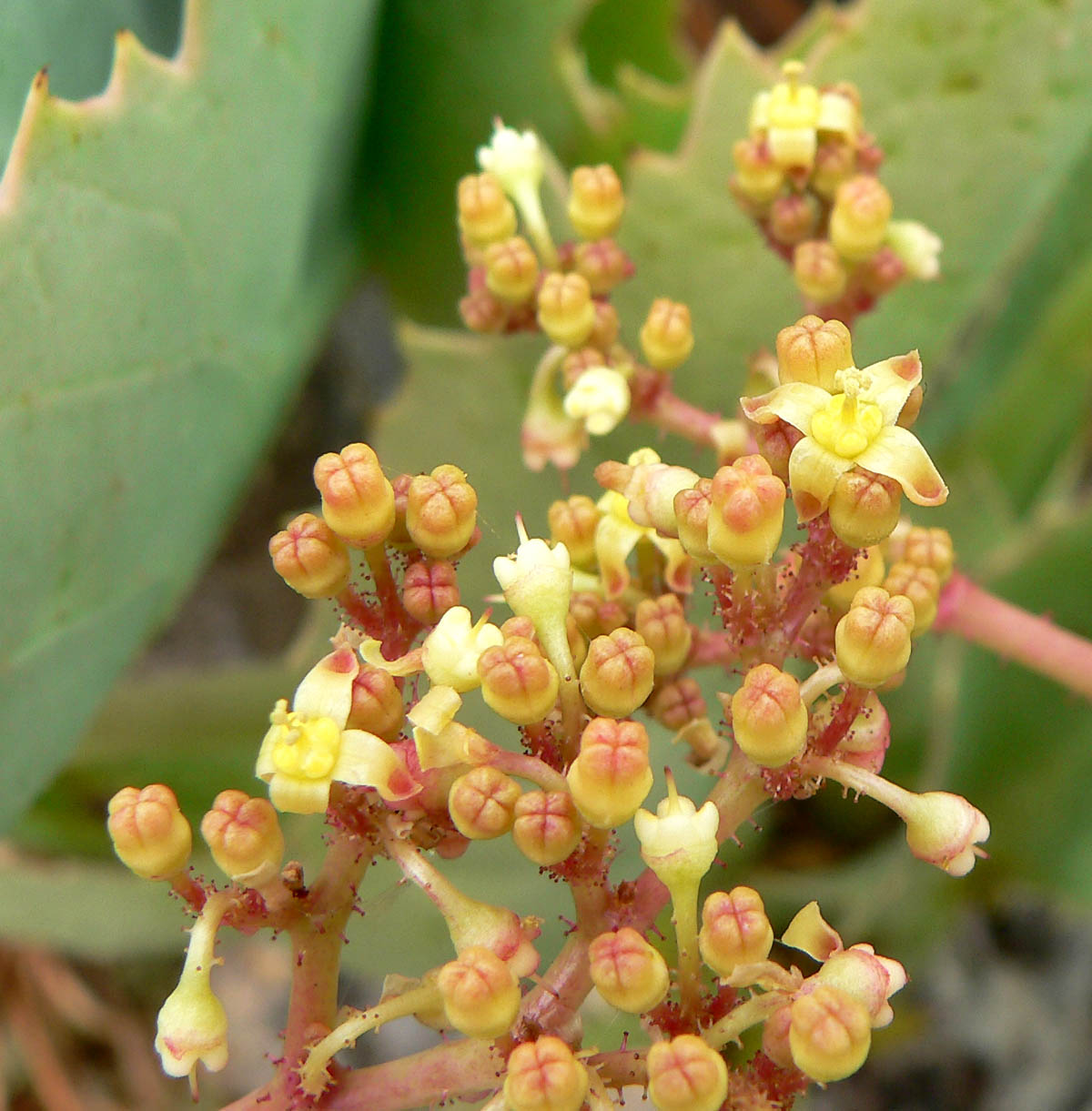
Ausschnitt eines Blütenstandes mit vierzähligen Blüten von Cyphostemma juttae

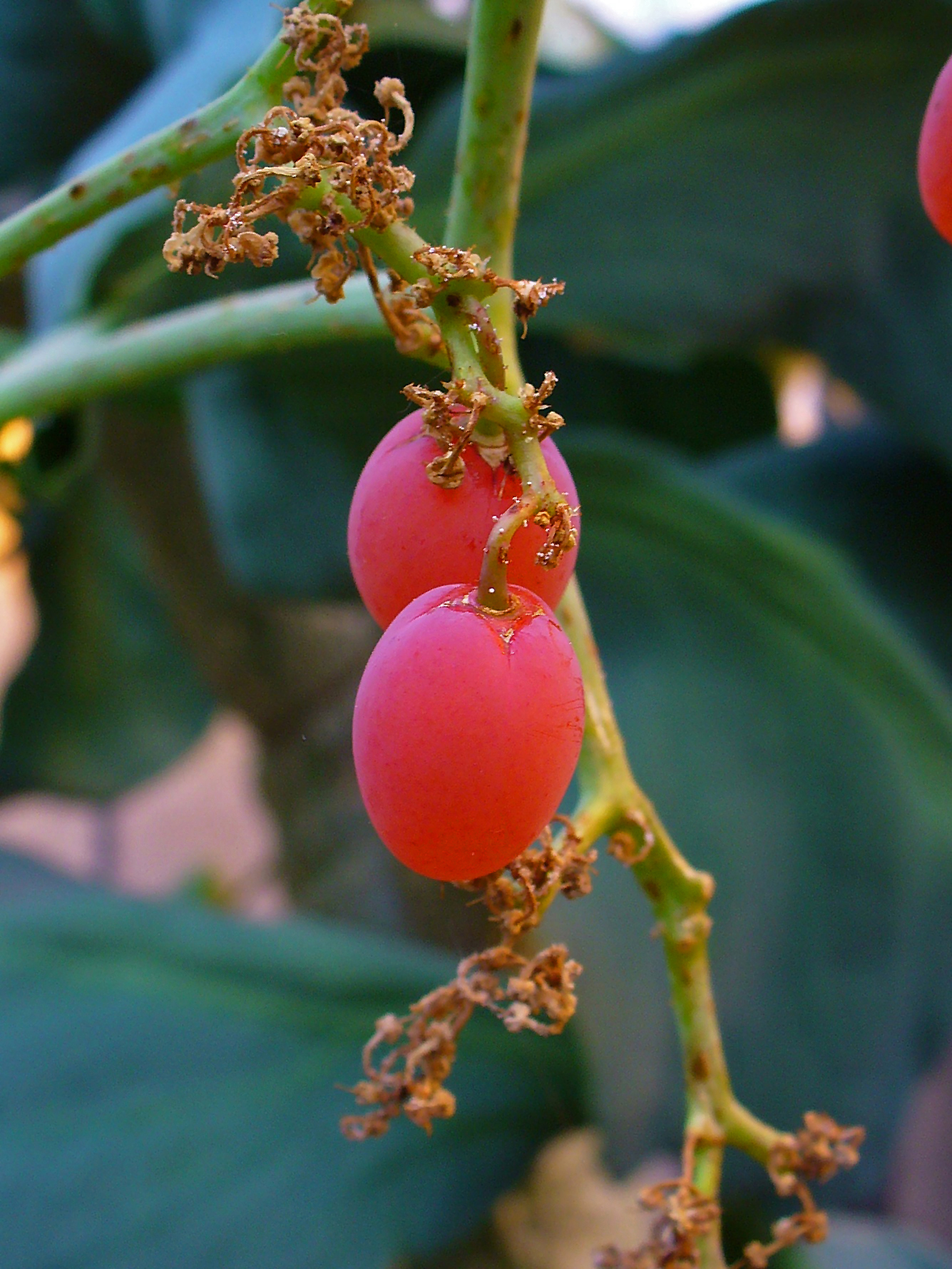
Reife Früchte von Cyphostemma bainesii

### Erscheinungsbild und Blätter
Bei Cyphostemma-Arten handelt es sich um kriechende, selbständig aufrechte oder kletternde, ausdauernde krautige Pflanzen oder um wenig bis stärker verholzende Pflanzen, die selbständig aufrecht als Sträucher oder kletternd als Lianen wachsen. Manche Arten sind mehr oder weniger stark sukkulent (beispielsweise Cyphostemma elephantopus, Cyphostemma juttae). Sie können immergrün oder laubabwerfend sein. Wenn Sprossranken vorhanden sind, dann stehen sie gegenüber den Laubblättern.
Die wechselständig an der Sprossachse angeordneten Laubblätter sind meist in Blattstiel und Blattspreite gegliedert. Je nach Art ist die Blattspreite selten einfach oder meist handförmig drei- bis neunzählig geteilt. Die Blattränder sind glatt, gelappt oder gezähnt. Nebenblätter sind vorhanden.

### Blütenstände und Blüten
Bei Cyphostemma-Arten sind die Blüten zwittrig; bei vielen Gattungen der Unterfamilie Vitoideae sind sie überwiegend eingeschlechtig. Die seitenständigen, doldigen bis doldenrispigen Blütenstände enthalten einige bis viele Blüten. Es sind Trag- und Deckblätter sowie Blütenstiele vorhanden. Die Blütenknospen sind mehr oder weniger zylindrisch oder flaschenförmig mit gerundetem oberen Ende, das oft mehr oder weniger aufgeblasen und an beziehungsweise nahe der Mitte mehr oder weniger eingeschnürt ist.
Die relativ kleinen Blüten sind vierzählig und radiärsymmetrisch mit doppelter Blütenhülle. Die vier Kelchblätter sind auf mehr oder weniger ihrer gesamten Länge verwachsen und es sind nicht immer vier Kelchzähne erkennbar. Die vier freien, flaumig oder drüsig behaarten Kronblätter sind am oberen Ende kapuzenförmig, krümmen sich nach der Anthese nach unten und fallen sehr früh ab. Der mit dem Fruchtknoten verwachsene Diskus besteht aus vier sehr fleischigen, gestutzten oder konischen Nektardrüsen, die untereinander nicht verwachsen sind. Es ist nur der innere Staubblattkreis mit vier fertilen, freien Staubblätter vorhanden. Die Staubfäden sind mehr oder weniger gerade. Die zwei Fruchtblätter sind zu einem oberständigen, zweikammerigen Fruchtknoten verwachsen. Die einfachen, pfriemförmigen Griffel enden in einer relativ kleinen, fast einfacher kopfiger bis winzig zweiteiliger Narbe.

### Früchte und Samen
Die fleischigen Beeren enthalten meist nur einen Samen. Die Samen besitzen am oberen Ende einen oder einige Kämme und sind oft mehr oder weniger runzelig.

## Systematik und Verbreitung
Die Erstbeschreibung erfolgte 1887 im Rang einer Sektion Cissus sect. Cyphostemma Planch. der Gattung Cissus durch Jules Émile Planchon in Alphonse Louis Pierre Pyramus de Candolle und Anne Casimir Pyramus de Candolle: Monographiae Phanerogamarum, Band 5, S. 472; dort „Cyphostomma“ geschrieben. Der Rang einer Gattung Tetrastigma wurde 1931 durch Arthur Hugh Garfit Alston in A Hand-book to the Flora of Ceylon, Volume 6, S. 53 veröffentlicht. Der Gattungsname Cyphostemma leitet sich von den griechischen Wörtern kyphos für Höcker und stemma für Kranz ab.
Die Gattung Cyphostemma gehört zur Unterfamilie Vitoideae innerhalb der Familie der Vitaceae.
Das weite natürliche Verbreitungsgebiet der Gattung Cyphostemma umfasst hauptsächlich Afrika und Madagaskar. 23 Arten sind nur in Madagaskar beheimatet. Nur wenige Arten reichen ostwärts bis Thailand.
Es gibt etwa 250 Cyphostemma-Arten:
- Cyphostemma abercornense Wild & R.B.Drumm.
- Cyphostemma adamii Desc.
- Cyphostemma adenanthum (Fresen.) Desc.
- Cyphostemma adenocarpum (Gilg & M.Brandt) Desc.
- Cyphostemma adenocaule (Steud. ex A.Rich.) Desc. ex Wild & R.B.Drumm.
- Cyphostemma adenocephalum (Gilg & M.Brandt) Desc.
- Cyphostemma adenopodum (Sprague) Desc.
- Cyphostemma allophylloides (Gilg & M.Brandt) Desc.
- Cyphostemma alnifolium (Schweinf. ex Planch.) Desc.
- Cyphostemma amplexicaule Desc.: Sie kommt nur in Madagaskar vor.
- Cyphostemma amplexum (Baker) Desc.
- Cyphostemma anatomicum (C.A.Sm.) Wild & R.B.Drumm.
- Cyphostemma andongense (Welw. ex Baker) Desc.
- Cyphostemma ankaranense Desc.
- Cyphostemma ankirihitrensis Desc.: Sie kommt nur in Madagaskar vor.
- Cyphostemma auriculatum (Roxb.) P.Singh & B.V.Shetty

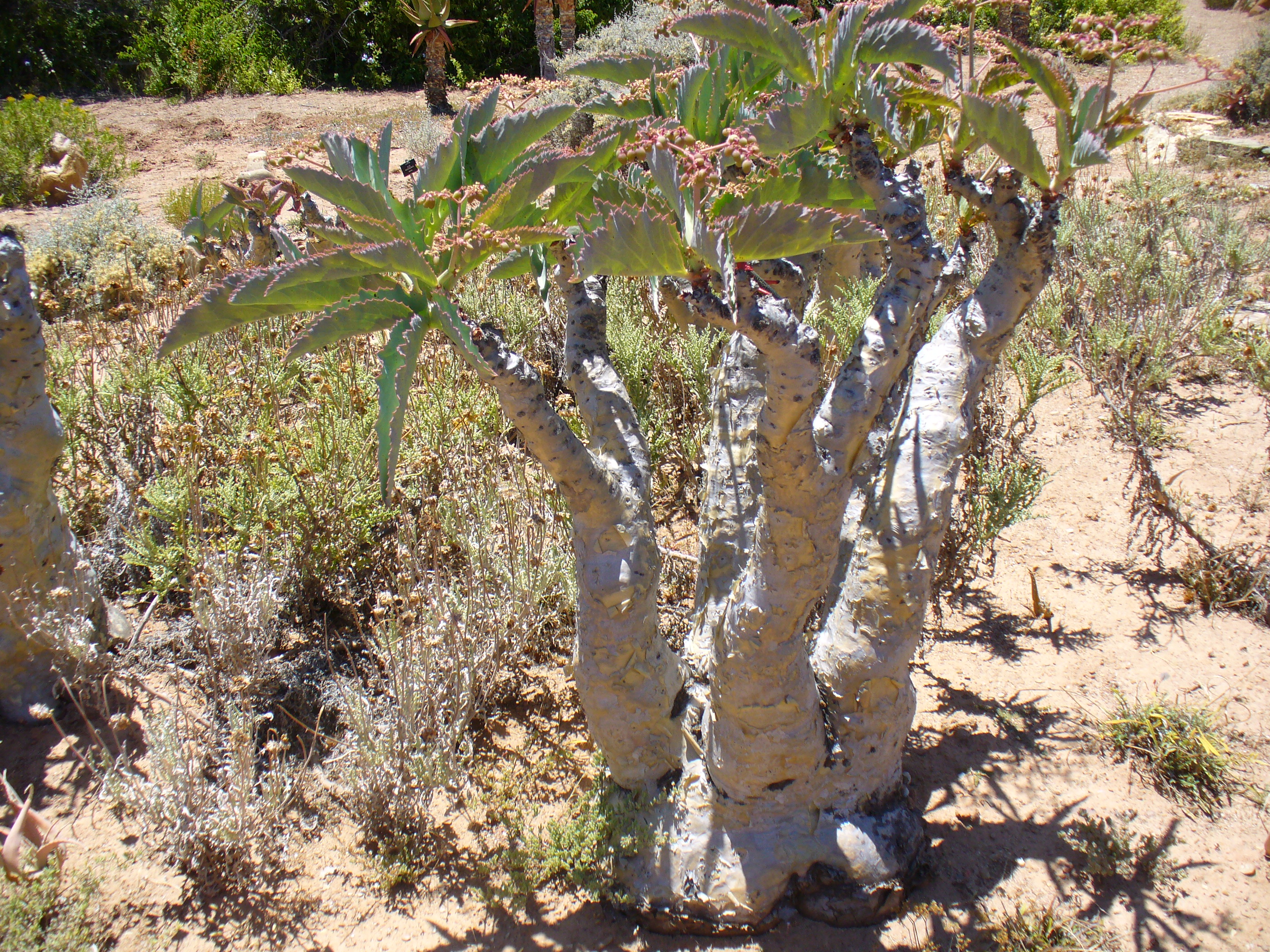
Die sukkulente Art Cyphostemma juttae

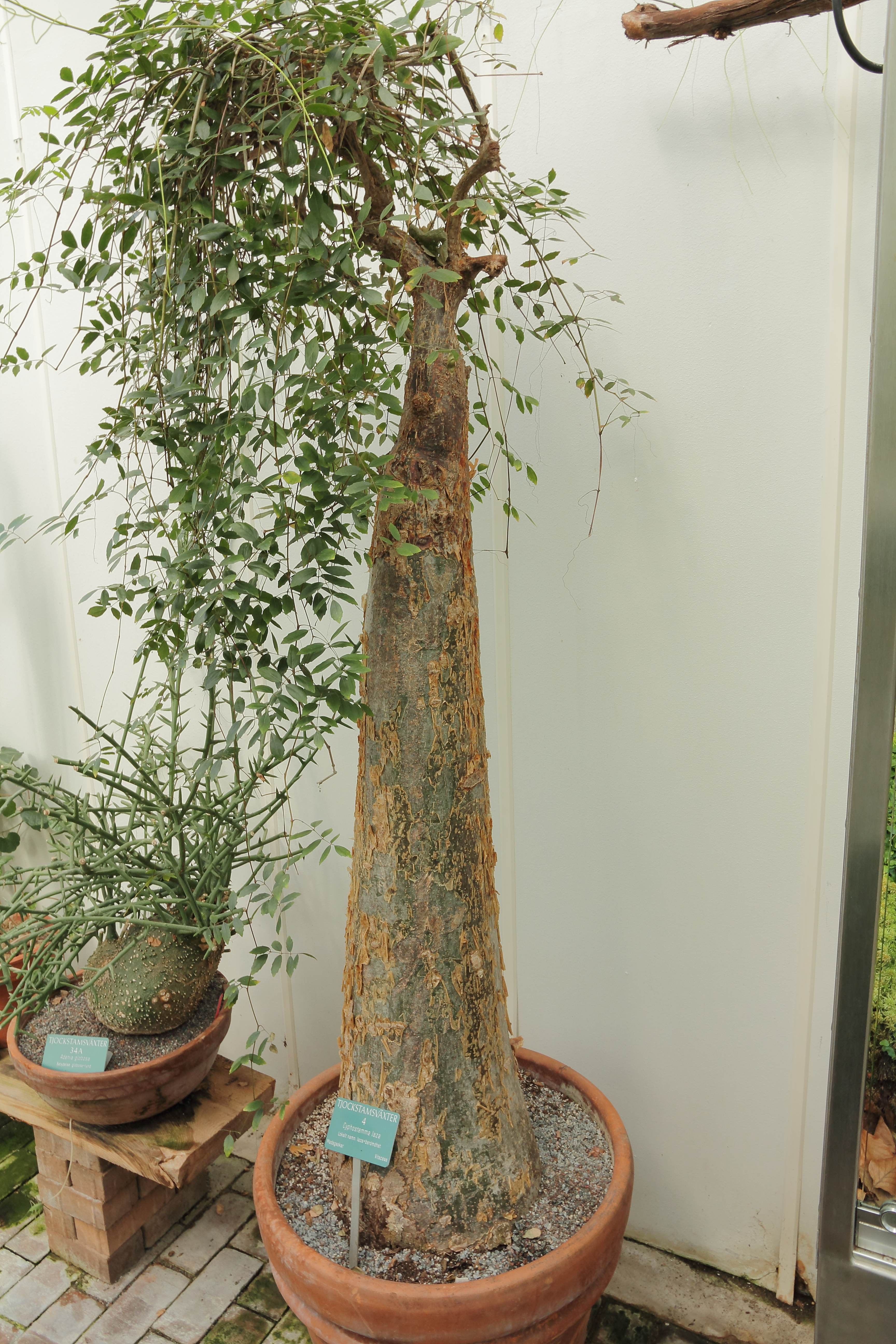
Die sukkulente Art Cyphostemma laza

- Cyphostemma bainesii (Hook.f.) Desc.: Sie kommt nur in Namibia vor.[10]
- Cyphostemma bambuseti (Gilg & M.Brandt) Desc. ex Wild & R.B.Drumm.
- Cyphostemma barbosae Wild & R.B.Drumm.
- Cyphostemma betiforme (Chiov.) Vollesen
- Cyphostemma bidgoodiae Verdc.
- Cyphostemma biternatum (Baker) Desc.
- Cyphostemma boranense Vollesen
- Cyphostemma bororense (Klotzsch) Desc. ex Wild & R.B.Drumm.
- Cyphostemma braunii (Gilg & M.Brandt) Desc.
- Cyphostemma brieyi (De Wild.) Compère
- Cyphostemma buchananii (Planch.) Desc. ex Wild & R.B.Drumm.: Sie ist in der Demokratischen Republik Kongo, Tansania, Sansibar, Malawi, Mosambik, Sambia, Simbabwe, Botswana und Südafrika weitverbreitet.
- Cyphostemma bullatum (Gilg & M.Brandt) Desc.
- Cyphostemma burgeri Vollesen
- Cyphostemma cabui (Dewit) Desc.
- Cyphostemma caerulans Desc.
- Cyphostemma camerounense Desc.
- Cyphostemma chevalieri (Gilg & M.Brandt) Desc.
- Cyphostemma chloroleucum (Welw. ex Baker) Desc. ex Wild & R.B.Drumm.
- Cyphostemma chrysadenium (Gilg) Desc.
- Cyphostemma cirrhosum (Thunb.) Desc. ex Wild & R.B.Drumm.
- Cyphostemma comorense Desc.
- Cyphostemma congestum (Baker) Desc. ex Wild & R.B.Drumm.: Sie kommt in Malawi, Sambia, Simbabwe, Mosambik, Botswana, Namibia, und den nördlichen südafrikanischen Provinzen Limpopo sowie Mpumalanga vor.
- Cyphostemma congoense (auct.) Desc.
- Cyphostemma connivens (Lam.) Desc.
- Cyphostemma cornigera Desc.: Sie kommt nur in Madagaskar vor.
- Cyphostemma cornus-africani Thulin
- Cyphostemma cramerianum (Schinz) Desc.: Sie kommt nur in Madagaskar vor.
- Cyphostemma crassiusculum (Baker) Desc.
- Cyphostemma crinitum (Planch.) Desc.
- Cyphostemma cristigera Desc.: Sie kommt nur in Madagaskar vor.
- Cyphostemma crithmifolium (Chiov.) Desc.
- Cyphostemma crotalarioides (Planch.) Desc. ex Wild & R.B.Drumm.: Sie kommt in von Nigeria und Benin bis Sudan, Kamerun, Demokratische Republik Kongo, Malawi, Mosambik, Sambia und Simbabwe vor.
- Cyphostemma cryptoglandulosum Verdc.
- Cyphostemma cuneatum (Gilg & M.Brandt) Desc.

- Cyphostemma currorii (Hook.f.) Desc.
- Cyphostemma curvipodum (Baker) Desc.
- Cyphostemma cymosum (Schumach. & Thonn.) Desc.

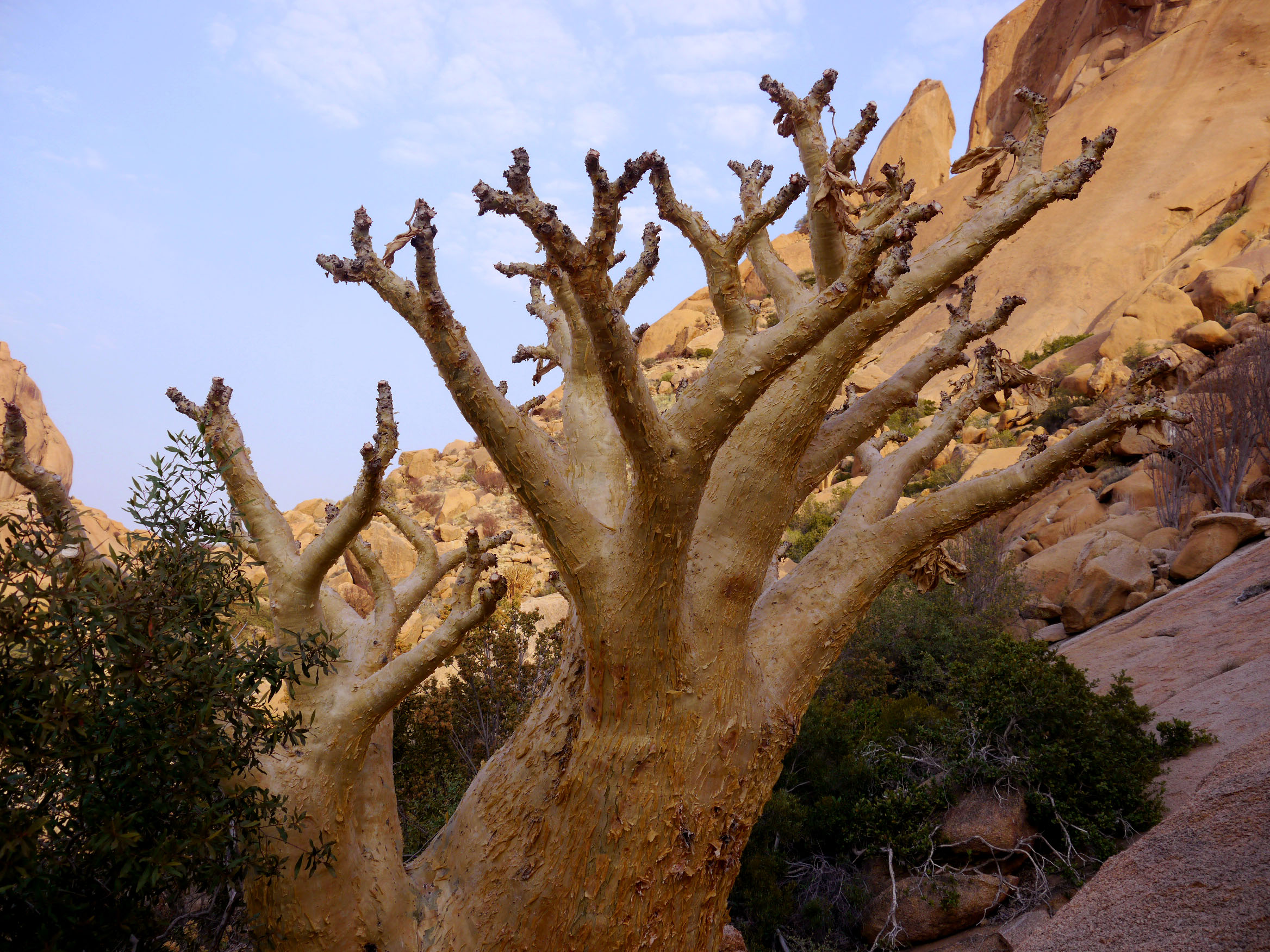
Die sukkulente Art Cyphostemma currorii im August ohne Laubblätter am Naturstandort in Spitzkoppe, Namibia

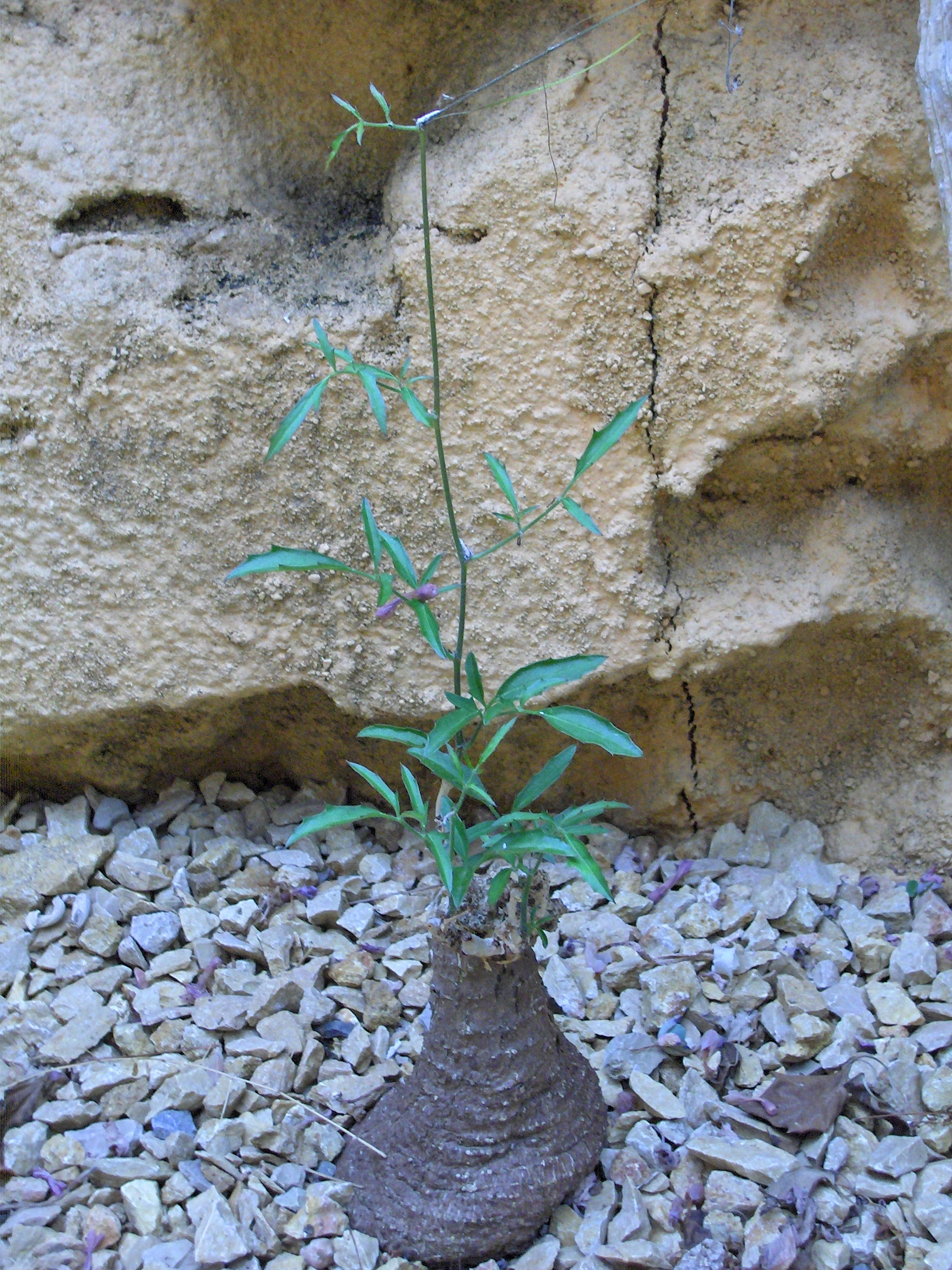
Die sukkulente Art Cyphostemma elephantopus

- Cyphostemma cyphopetalum (Fresen.) Desc. ex Wild & R.B.Drumm.
- Cyphostemma dasycarpum Verdc.
- Cyphostemma dasypleurum (C.A.Sm.) J.J.M.van der Merwe
- Cyphostemma decurrens (Gilg & M.Brandt) Desc.
- Cyphostemma degraeri (Dewit) Desc.
- Cyphostemma delphinensis Desc.: Sie kommt nur in Madagaskar vor.
- Cyphostemma dembianense (Chiov.) Vollesen
- Cyphostemma descoingsii Lavie
- Cyphostemma desenfansii (Dewit) Desc.
- Cyphostemma digitatum (Forssk.) Desc.
- Cyphostemma duparquettii (Planch.) Desc.
- Cyphostemma dysocarpum (Gilg & M.Brandt) Desc.
- Cyphostemma echinocarpa Desc.: Sie kommt nur in Madagaskar vor.
- Cyphostemma elephantopus Desc.: Sie kommt nur in Madagaskar vor.
- Cyphostemma elisabethvilleanum (Dewit) Desc. ex Wild & R.B.Drumm.
- Cyphostemma eminii (Gilg) Desc.
- Cyphostemma engleri (Gilg) Desc.
- Cyphostemma erythreae (Gilg & M.Brandt) Desc.
- Cyphostemma erythrocephalum (Gilg & M.Brandt) Desc.
- Cyphostemma feddeanum (Gilg & M.Brandt) Desc.
- Cyphostemma flavicans (Baker) Desc.
- Cyphostemma flaviflorum (Sprague) Desc.
- Cyphostemma fragariifolium (Bojer) Desc.
- Cyphostemma fugosioides (Gilg) Desc. ex Wild & R.B.Drumm.
- Cyphostemma gigantophyllum (Gilg & M.Brandt) Desc. ex Wild & R.B.Drumm.
- Cyphostemma gillettii (De Wild. & T.Durand) Desc.
- Cyphostemma glanduloso-pilosa Desc.
- Cyphostemma glandulosissimum (Gilg & M.Brandt) Desc. ex Wild & R.B.Drumm.
- Cyphostemma gracillimum (Werderm.) Desc.
- Cyphostemma grahamii Verdc.
- Cyphostemma grandistipulatum (Gilg & M.Brandt) Desc.
- Cyphostemma granitica (Wild & R.B.Drumm.) Wild & R.B.Drumm. Sie gedeiht nur in Gebieten mit Granit und Serpentin nur auf dem „Central Watershed“ und „Great Dyke“ in Simbabwe.
- Cyphostemma greenwayi Verdc.
- Cyphostemma greveana Desc.: Sie kommt nur in Madagaskar vor.
- Cyphostemma griseorubrum (Gilg & M.Brandt) Desc.
- Cyphostemma hardyi Retief
- Cyphostemma haumanii (Dewit) Desc.
- Cyphostemma hereroense (Schinz) Desc. ex Wild & R.B.Drumm.
- Cyphostemma heterotrichum (Gilg & R.E.Fr.) Desc. ex Wild & R.B.Drumm.
- Cyphostemma hildebrandtii (Gilg) Desc. ex Wild & R.B.Drumm.
- Cyphostemma hispidiflorum (C.A.Sm.) J.J.M.van der Merwe
- Cyphostemma homblei (De Wild.) Desc.
- Cyphostemma horombense Desc.: Sie kommt nur in Madagaskar vor.
- Cyphostemma huillense (Exell & Mendonça) Desc.
- Cyphostemma humile (N.E.Br.) Desc. ex Wild & R.B.Drumm.
- Cyphostemma hypoleucum (Harv.) Desc. ex Wild & R.B.Drumm.
- Cyphostemma jiguu Verdc.
- Cyphostemma johannis (Exell & Mendonça) Desc.
- Cyphostemma junceum (Baker) Desc. ex Wild & R.B.Drumm.: Sie kommt von Westafrika bis Sudan und südlich bis Angola, Simbabwe und Mosambik vor.

- Cyphostemma juttae (Dinter & Gilg) Desc.: Sie kommt nur in Namibia vor.[10]
- Cyphostemma kaniamae (Mullend. ex Dewit) Desc.
- Cyphostemma kapiriense (Dewit) Desc.
- Cyphostemma keilii (Gilg & M.Brandt) Desc.
- Cyphostemma kibweziense Verdc.
- Cyphostemma kilimandscharicum (Gilg) Desc. ex Wild & R.B.Drumm.
- Cyphostemma kirkianum (Planch.) Desc. ex Wild & R.B.Drumm.
- Cyphostemma kiwakishiense (Dewit) Desc.
- Cyphostemma knittelii (Gilg) Desc.
- Cyphostemma kundelunguense Malaisse
- Cyphostemma labatii Desc.
- Cyphostemma lageniflorum (Gilg & M.Brandt) Desc.
- Cyphostemma lanigerum (Harv.) Desc. ex Wild & R.B.Drumm.
- Cyphostemma laza Desc.: Sie kommt nur in Madagaskar vor.
- Cyphostemma leandrii Desc.: Sie kommt nur in Madagaskar vor.
- Cyphostemma ledermannii (Gilg & M.Brandt) Desc.
- Cyphostemma lelyi (Hutch.) Desc.
- Cyphostemma lentianum (Volkens & Gilg) Desc.
- Cyphostemma letouzeyanum Desc.
- Cyphostemma leucorufescens Desc.: Sie kommt nur in Madagaskar vor.
- Cyphostemma leucotrichum (Gilg & M.Brandt) Desc.
- Cyphostemma libenii (Dewit) Desc.
- Cyphostemma loandense (Gilg & M.Brandt) Desc.
- Cyphostemma lovemorei Wild & R.B.Drumm.
- Cyphostemma luteum (Exell & Mendonça) Desc.
- Cyphostemma lynesii (Dewit) Desc. ex Wild & R.B.Drumm.
- Cyphostemma macrocarpa Desc.: Sie kommt nur in Madagaskar vor.
- Cyphostemma manambovensis Desc.: Sie kommt nur in Madagaskar vor.
- Cyphostemma mandrakense Desc.
- Cyphostemma manikense (De Wild.) Desc. ex Wild & R.B.Drumm.
- Cyphostemma mannii (Baker) Desc.
- Cyphostemma mappia (Lam.) Galet
- Cyphostemma maranguense (Gilg) Desc.
- Cyphostemma marlothii (Dinter & Gilg) Desc.
- Cyphostemma marojejyense Desc.
- Cyphostemma marunguense (Dewit) Desc.
- Cyphostemma masukuense (Baker) Desc. ex Wild & R.B.Drumm.
- Cyphostemma megabotrys (Collett & Hemsl.) B.V.Shetty
- Cyphostemma meyeri-johannis (Gilg & M.Brandt) Verdc.
- Cyphostemma michelii (Dewit) Desc.
- Cyphostemma micradenium (Gilg & M.Brandt) Desc.
- Cyphostemma microdipterum (Baker) Desc.: Sie kommt nur in Madagaskar vor.
- Cyphostemma migiurtinorum (Chiov.) Desc.
- Cyphostemma mildbraedii (Gilg & M.Brandt) Desc. ex Wild & R.B.Drumm.
- Cyphostemma milleri Wild & R.B.Drumm.
- Cyphostemma molle (Steud. ex A.Rich.) Desc.
- Cyphostemma montagnacii Desc.: Sie kommt nur in Madagaskar vor.
- Cyphostemma montanum Wild & R.B.Drumm.
- Cyphostemma muhuluense (Mildbr.) Desc.
- Cyphostemma nanellum (Gilg & R.E.Fr.) Desc. ex Wild & R.B.Drumm.
- Cyphostemma natalitium (Szyszyl.) J.J.M.van der Merwe
- Cyphostemma nigroglandulosum (Gilg & M.Brandt) Desc.
- Cyphostemma niveum (Hochst. ex Schweinf.) Desc.
- Cyphostemma njegerre (Gilg & Strauss) Desc.
- Cyphostemma obovato-oblongum (De Wild.) Desc. ex Wild & R.B.Drumm.
- Cyphostemma odontadenium (Gilg) Desc.
- Cyphostemma oleraceum (Bolus) J.J.M.van der Merwe
- Cyphostemma omburense (Gilg & M.Brandt) Desc.
- Cyphostemma ornatum (A.Chev. ex Hutch. & Dalziel) Desc.
- Cyphostemma ouakense Desc.
- Cyphostemma overlaetii (Dewit) Desc.
- Cyphostemma oxyphyllum (A.Rich.) Vollesen
- Cyphostemma pachyanthum (Gilg & M.Brandt) Desc.
- Cyphostemma pachypus Desc.: Sie kommt nur in Madagaskar vor.
- Cyphostemma pannosum Vollesen
- Cyphostemma passargei (Gilg & M.Brandt) Desc.
- Cyphostemma paucidentatum (Klotzsch) Desc. ex Wild & R.B.Drumm.
- Cyphostemma pendulum (Welw. ex Baker) Desc.
- Cyphostemma perforatum (Louis ex Dewit) Desc.
- Cyphostemma phyllomicron (Chiov.) Desc.
- Cyphostemma pobeguinianum Desc.
- Cyphostemma princeae (Gilg & M.Brandt) Desc. ex Wild & R.B.Drumm.: Sie kommt in der Demokratischen Republik Kongo, Tansania, Malawi, Sambia und Simbabwe vor.
- Cyphostemma pruriens (Welw. ex Baker) Desc.
- Cyphostemma pseudoburgeri Verdc.
- Cyphostemma pseudonjegerre (Gilg & M.Brandt) Desc.
- Cyphostemma pseudorhodesiae (Dewit) Desc.
- Cyphostemma pseudosesquipedale Verdc.
- Cyphostemma pseudoupembaense (Dewit) Desc.
- Cyphostemma puberulum (C.A.Sm.) Wild & R.B.Drumm.
- Cyphostemma pumila Desc.: Sie kommt nur in Madagaskar vor.
- Cyphostemma quinatum (Dryand.) Desc. ex Wild & R.B.Drumm.
- Cyphostemma rhodesiae (Gilg & M.Brandt) Desc. ex Wild & R.B.Drumm.
- Cyphostemma richardsiae Wild & R.B.Drumm.
- Cyphostemma ringoetii (De Wild.) Desc.
- Cyphostemma rivae (Gilg) Desc.
- Cyphostemma robsonii Wild & R.B.Drumm.
- Cyphostemma robynsii (Dewit) Desc.
- Cyphostemma roseiglandulosum Desc.: Sie kommt nur in Madagaskar vor.
- Cyphostemma rotundistipulatum Wild & R.B.Drumm.
- Cyphostemma rowlandii (Gilg & M.Brandt) Desc.
- Cyphostemma ruacanense (Exell & Mendonça) Desc.
- Cyphostemma rubroglandulosum Retief & B.-E.van Wyk
- Cyphostemma rubromarginatum (Gilg & M.Brandt) Desc.
- Cyphostemma rubrosetosum (Gilg & M.Brandt) Desc.
- Cyphostemma rupicola (Gilg & M.Brandt) Desc.
- Cyphostemma rutilans Desc.
- Cyphostemma sakalavensis Desc.
- Cyphostemma sanctuarium-selousii Verdc.
- Cyphostemma sarcospathulum (Chiov.) Desc.
- Cyphostemma saxicola (Gilg & R.E.Fr.) Desc. ex Wild & R.B.Drumm.
- Cyphostemma schimperi (Hochst. ex A.Rich.) Desc.
- Cyphostemma schlechteri (Gilg & M.Brandt) Desc. ex Wild & R.B.Drumm.
- Cyphostemma schliebenii (Mildbr.) Desc.
- Cyphostemma segmentatum (C.A.Sm.) J.J.M.van der Merwe
- Cyphostemma seitzianum (Gilg & M.Brandt) Desc.
- Cyphostemma serjanioides (Planch.) Desc.
- Cyphostemma serpens (Hochst. ex A.Rich.) Desc.
- Cyphostemma sessilifolium (Dewit) Desc.
- Cyphostemma setosum (Roxb.) Alston
- Cyphostemma shinyangense Verdc.
- Cyphostemma simplicifolium A.Björnstad
- Cyphostemma simulans (C.A.Sm.) Wild & R.B.Drumm.
- Cyphostemma sokodense (Gilg & M.Brandt) Desc.
- Cyphostemma spinosopilosum (Gilg & M.Brandt) Desc.
- Cyphostemma stefaninianum (Chiov.) Desc.
- Cyphostemma stegosaurus Verdc.
- Cyphostemma stenolobum (Welw. ex Baker) Desc. ex Wild & R.B.Drumm.
- Cyphostemma stenopodum (Gilg) Desc.
- Cyphostemma stipulaceum (Baker) Desc.
- Cyphostemma strigosum (Dewit) Desc.
- Cyphostemma subciliatum (Baker) Desc. ex Wild & R.B.Drumm.
- Cyphostemma sulcatum (C.A.Sm.) J.J.M.van der Merwe
- Cyphostemma taborense Verdc.
- Cyphostemma tenuissimum (Gilg & R.E.Fr.) Desc. ex Wild & R.B.Drumm.
- Cyphostemma ternatomultifidum (Chiov.) Desc.
- Cyphostemma ternatum (Forssk.) Desc.
- Cyphostemma thomasii (Gilg & M.Brandt) Desc.
- Cyphostemma tisserantii Desc.
- Cyphostemma trachyphyllum (Werderm.) Desc. ex Wild & R.B.Drumm.
- Cyphostemma trilobata (Lam.) M.R.Almeida
- Cyphostemma tsaratananensis Desc.: Sie kommt nur in Madagaskar vor.
- Cyphostemma ukerewense (Gilg) Desc.
- Cyphostemma urophyllum (Gilg & M.Brandt) Desc.
- Cyphostemma uter (Exell & Mendonça) Desc.
- Cyphostemma uwanda Verdc.
- Cyphostemma vandenbergheae Malaisse & Matamba
- Cyphostemma vandenbrandeanum (Dewit) Desc. ex Wild & R.B.Drumm.
- Cyphostemma vanderbenii (Dewit) Desc.
- Cyphostemma vanmeelii (Lawalrée) Wild & R.B.Drumm.
- Cyphostemma vezensis Desc.: Sie kommt nur in Madagaskar vor.
- Cyphostemma villosicaule Verdc.
- Cyphostemma violaceoglandulosum (Gilg) Desc.
- Cyphostemma viscosum (Gilg & R.E.Fr.) Desc. ex Wild & R.B.Drumm.
- Cyphostemma vogelii (Hook.f.) Desc.
- Cyphostemma vollesenii Verdc.
- Cyphostemma waterlotii (A.Chev.) Desc.
- Cyphostemma wittei (Staner) Wild & R.B.Drumm.
- Cyphostemma woodii (Gilg & M.Brandt) Desc.
- Cyphostemma zanzibaricum Verdc.
- Cyphostemma zechianum (Gilg & M.Brandt) Desc.
- Cyphostemma zimmermannii Verdc.
- Cyphostemma zombense (Baker) Desc. ex Wild & R.B.Drumm.

## Gefährdung
Cyphostemma juttae und Cyphostemma bainesii werden in der Roten Liste der gefährdeten Arten der IUCN als „least concern“ = „nicht gefährdet“ bewertet. Die Bestände beider Arten, die nur in Namibia vorkommen, sind durch Aufsammeln gefährdet. Die meisten in Südafrika vorkommen Arten sind in der Roten Liste der gefährdeten Pflanzenarten Südafrikas aufgeführt.

## Nutzung
Wenige Cyphostemma-Arten werden (Beispiel Cyphostemma juttae) als Zierpflanzen in Parks und Gärten sowie in Räumen verwendet.
Von Cyphostemma adenocaule werden Blätter und Früchte roh oder gegart gegessen. Cyphostemma adenocaule wird im Verbreitungsgebiet in der Volksmedizin verwendet.